# Debreczeni László (orvos)
Debreczeni László (Kaposvár, 1934. május 10. – 2022. június 11. vagy előtte) magyar orvos, 1956-os szabadságharcos.

## 1956-os szerepe
A Nagy Lajos Gimnáziumban érettségizett. A Pécsi Orvostudományi Egyetem (POTE) ötödéves hallgatójaként 1956. október 22-én a Diákparlament elnökévé választották és az orvosegyetemi zászlóalj tagja lett. 1957 március 13-án letartóztatták, Kistarcsára internálták, és 1958-ban három év és hat hónapi börtönbüntetésre ítélték. 1959-ben amnesztiával szabadult.

## Élete 1956 után
Szabadulása után segédmunkásként, tolmácsként, kutatóasszisztensként dolgozott. 1964-ben fejezhette be tanulmányait a Pécsi Orvostudományi Egyetemen (POTE). Ezután Komlón helyezkedett el, ahol üzemorvosként és bányamentő orvosként dolgozott. A Mecseki Szénbányászati Trösztnél üzemorvos (1964-1986), 1987-től a Mecseki Ércbányászati Vállalatnál üzemorvos, 1989-től üzemi főorvos. A rendszerváltás után az ÁNTSZ tiszti főorvosa, a Baranya Megyei Intézet helyettes vezetője volt 1992-től nyugdíjazásáig, 2002-ig. 1990-94 között Pécs Megyei Jogú Város önkormányzati képviselője (KDNP). Meghívott előadóként orvostörténetet és közegészségtant adott elő a Pécsi Tudományegyetem (PTE) Egészségtudományi Karán.

## Művei
- (társszerző: Dr. Rihmer László) Bányászati elsősegélynyújtás, Mecseki Szénbányák (1975)
- Egy medikus barangolásai börtönországban. Börtön-kálváriám stációi, 1957–1959; magánkiadás, Pécs, 2004
- Háromkirályok. Történelmi regény Pécsről. Pro Pannonia Kiadói Alapítvány, h. n. [Pécs], é. n. [2016] ISBN 978 615 5553 23 3

## Kitüntetései
- Bányász Szolgálati Érdemérem arany fokozata (1987)
- Bányamentő Szolgálati Érdemérem arany fokozata (1989)
- A Hazáért és Szabadságért. A Magyar Köztársaság elnökének 1956-os emlékérme (1991)
- Pro Patria et Libertate. A Magyar Szabadságharcos Világszövetség Emlékérme (London, 1991)
- Pro Sanitate díj (1999)
- Nagy Imre-érdemrend (2004)
- A Szabadság Hőse emlékérem az 1956-os forradalom és szabadságharc 50 éves jubileumára (2006)
- POFOSZ Emlékplakett (2007)[2]
- A Magyar Érdemrend lovagkeresztje (2013)
- Pro Civitate díj (2014)
- Szabadság-díj (2016)